# Liga Konferencji UEFA (2025/2026)/Faza kwalifikacyjna (ścieżka mistrzowska)
Ten artykuł dotyczy trwającego lub niedawnego wydarzenia sportowego. Informacje w nim zamieszczone mogą się zmienić lub zdezaktualizować wraz z postępem zdarzenia. Początkowe doniesienia, wyniki lub statystyki mogą być niepewne. Ostatnie aktualizacje do tego artykułu mogą nie odzwierciedlać najbardziej aktualnych informacji.
Artykuł prezentuje szczegółowe dane dotyczące rozegranych meczów, które miały na celu wyłonienie 5 drużyn piłkarskich, które wezmą udział w fazie ligowej Ligi Konferencji UEFA 2025/2026. Faza kwalifikacyjna będzie trwała od 24 lipca do 28 sierpnia 2025.

## Terminarz
Losowania każdej rundy będą odbywały się w siedzibie UEFA w Nyonie, w Szwajcarii.
| Faza         | Runda                        | Data losowania  | Pierwszy mecz    | Rewanż           |
| ------------ | ---------------------------- | --------------- | ---------------- | ---------------- |
| Kwalifikacje | Druga runda kwalifikacyjna   | 18 czerwca 2025 | 24 lipca 2025    | 31 lipca 2025    |
| Kwalifikacje | Trzecia runda kwalifikacyjna | 21 lipca 2025   | 7 sierpnia 2025  | 14 sierpnia 2025 |
| Play-off     | Play-off                     | 4 sierpnia 2025 | 21 sierpnia 2025 | 28 sierpnia 2025 |

## II runda kwalifikacyjna
Do startu w II rundzie kwalifikacyjnej uprawnionych będzie 12 drużyn (wszystkie z I rundy kwalifikacji Ligi Mistrzów), z czego 6 będzie rozstawionych.

### Podział na koszyki
Uwaga: Losowanie II rundy kwalifikacyjnej odbyło się przed zakończeniem I rundy kwalifikacyjnej, więc rozstawienia dokonano przyjmując założenie, że w I rundzie kwalifikacyjnej Ligi Mistrzów przegra drużyna o mniejszym współczynniku. W sytuacji porażki wyżej notowanej drużyny, przejmie ona współczynnik rywala.
Oznaczenia:
| Drużyny, które przegrały w I rundzie eliminacyjnej Ligi Mistrzów i zachowały swój współczynnik. |

| Drużyny, które przegrały w I rundzie eliminacyjnej Ligi Mistrzów i przejęły współczynnik rywala. |

| Grupa 1                | Grupa 1 |
| ---------------------- | ------- |
| Drużyny rozstawione    |         |
| Drużyna                | Wsp.    |
| The New Saints F.C.    | 7.500   |
| Levadia Tallinn        | 6.500   |
| Žalgiris Wilno         | 6.000   |
| Drużyny nierozstawione |         |
| Drużyna                | Wsp.    |
| FC Differdange 03      | 5.000   |
| Iberia 1999            | 4.500   |
| Linfield F.C.          | 2.993   |

| Grupa 2                | Grupa 2 |
| ---------------------- | ------- |
| Drużyny rozstawione    |         |
| Drużyna                | Wsp.    |
| Inter Club d’Escaldes  | 7.500   |
| Dynama Mińsk           | 6.000   |
| Milsami Orgiejów       | 5.500   |
| Drużyny nierozstawione |         |
| Drużyna                | Wsp.    |
| Olimpija Lublana       | 5.500   |
| FK Budućnost Podgorica | 5.000   |
| Egnatia Rrogozhinë     | 2.500   |

### Pary II rundy kwalifikacyjnej
| Drużyna 1           | Wynik dwumeczu | Drużyna 2             | Pierwszy mecz | Drugi mecz  |
| ------------------- | -------------- | --------------------- | ------------- | ----------- |
| Ścieżka mistrzowska |                |                       |               |             |
| Levadia Tallinn     | 3:2            | Iberia 1999           | 1:0           | 2:2 (dogr.) |
| Žalgiris Wilno      | 0:2            | Linfield F.C.         | 0:0           | 0:2         |
| The New Saints F.C. | 0:2            | FC Differdange 03     | 0:1           | 0:1         |
| Olimpija Lublana    | 5:3            | Inter Club d’Escaldes | 4:2           | 1:1         |
| Budućnost Podgorica | 1:2            | Milsami Orgiejów      | 0:0           | 1:2         |
| Dynama Mińsk        | 0:3            | Egnatia Rrogozhinë    | 0:2           | 0:1         |

### Pierwsze mecze
| 123 lipca 2025 | Levadia Tallinn | 1:0   | Iberia 1999 |                                                                       |
| 18:30 CEST     | Agyiri 80'      | (0:0) |             | A. Le Coq Arena, Tallinn Widzów: 1 837 Sędzia: Jóhan Hendrik Ellefsen |

| 224 lipca 2025 | Žalgiris Wilno | 0:0   | Linfield F.C. |                                                          |
| 18:00 CEST     |                | (0:0) |               | Stadion LFF, Wilno Widzów: 2 387 Sędzia: Dumitri Muntean |

| 323 lipca 2025 | The New Saints F.C. | 0:1   | FC Differdange 03 |                                                      |
| 20:00 CEST     |                     | (0:1) | 37' Abreu         | Park Hall, Oswestry Widzów: 756 Sędzia: Sandi Putros |

| 423 lipca 2025 | Olimpija Lublana                         | 4:2   | Inter Club d’Escaldes     |                                                             |
| 20:00 CEST     | Pinto 55', 61', 65' · Muhamedbegović 80' | (0:1) | 13' Humanes · 50' Rafinha | Stadion Stožice, Lublana Widzów: 2 651 Sędzia: Marek Radina |

| 523 lipca 2025 | Budućnost Podgorica | 0:0   | Milsami Orgiejów |                                                                    |
| 21:00 CEST     |                     | (0:0) |                  | Stadion Pod Goricom, Podgorica Widzów: 4 234 Sędzia: Denis Szurman |

| 624 lipca 2025 | Dynama Mińsk | 0:2   | Egnatia Rrogozhinë         |                                                                               |
| 20:45 CEST     |              | (0:1) | 28' Lushkja · 88' Bakayoko | Mezőkövesdi Városi Stadion, Mezőkövesd Widzów: 0 Sędzia: Ioannis Papadopoulos |

### Rewanże
| 129 lipca 2025 | Iberia 1999                   | 2:2 (pd.)       | Levadia Tallinn                 |                                                                              |
| 18:00 CEST     | Goshteliani 40' · Agyakwa 87' | (1:0, 2:1, 2:1) | 48' Torres Ramírez · 109' Kirss | Stadion im. Micheila Meschiego, Tbilisi Widzów: 2 503 Sędzia: Jasmin Sabotic |

| 231 lipca 2025 | Linfield F.C.               | 2:0   | Žalgiris Wilno |                                                            |
| 20:45 CEST     | Fitzpatrick 6' · Offord 33' | (2:0) |                | Windsor Park, Belfast Widzów: 4 300 Sędzia: Edgars Maļcevs |

| 329 lipca 2025 | FC Differdange 03 | 1:0   | The New Saints F.C. |                                                                              |
| 20:00 CEST     | Hadji 68' (k.)    | (0:0) |                     | Stade Municipal de la Ville, Oberkorn Widzów: 1 622 Sędzia: Sigurd Kringstad |

| 429 lipca 2025 | Inter Club d’Escaldes | 1:1   | Olimpija Lublana |                                                           |
| 20:30 CEST     | Calderón 55'          | (0:1) | 42' Pinto        | Estadi de la FAF, Encamp Widzów: 242 Sędzia: Łukasz Kuźma |

| 531 lipca 2025 | Milsami Orgiejów           | 2:1   | Budućnost Podgorica |                                                                                  |
| 19:00 CEST     | Jardan 65' · Gînsari 90+1' | (0:0) | 55' Bojović         | Complexul Sportiv Raional Orhei, Orgiejów Widzów: 2 853 Sędzia: Alessandro Dudic |

| 631 lipca 2025 | Egnatia Rrogozhinë | 1:0   | Dynama Mińsk |                                                                        |
| 21:00 CEST     | Selmani 77'        | (0:0) |              | Stadiumi Hasan Zyla, Rrogozhinë Widzów: 3 321 Sędzia: Kevin O'Sullivan |

## III runda kwalifikacyjna
Do startu w III rundzie kwalifikacyjnej w ścieżce mistrzowskiej uprawnionych będzie 8 drużyn (6 z poprzedniej rundy i 2 z I rundy kwalifikacji Ligi Mistrzów, które otrzymały wolny los w poprzedniej rundzie).

### Podział na koszyki
Uwaga: Losowanie III rundy kwalifikacyjnej odbyło się przed zakończeniem II rundy kwalifikacyjnej, więc rozstawienia dokonano przyjmując założenie, że awans uzyska drużyna z najwyższym współczynnikiem w poprzedniej rundzie. W przypadku awansu, którejś z drużyn nierozstawionej, w III rundzie przejmuje ona współczynnik najwyżej rozstawionego rywala.
Oznaczenia:
| Drużyny, które awansowały z II rundy eliminacyjnej zachowując swój współczynnik. |

| Drużyny, które zaczęły rywalizację od III rundy eliminacyjnej, otrzymując wolny los. |

| Drużyny, które awansowały z II rundy eliminacyjnej, przejmując współczynnik rywala. |

| Grupa 1                | Grupa 1 |
| ---------------------- | ------- |
| Drużyny rozstawione    |         |
| Drużyna                | Wsp.    |
| Olimpija Lublana       | 17.375  |
| Milsami Orgiejów       | 8.000   |
| Drużyny nierozstawione |         |
| Drużyna                | Wsp.    |
| Egnatia Rrogozhinë     | 6.000   |
| AC Virtus              | 1.500   |

| Grupa 2                | Grupa 2 |
| ---------------------- | ------- |
| Drużyny rozstawione    |         |
| Drużyna                | Wsp.    |
| Linfield F.C.          | 12.000  |
| FC Differdange 03      | 9.000   |
| Drużyny nierozstawione |         |
| Drużyna                | Wsp.    |
| Levadia Tallinn        | 6.500   |
| Víkingur Gøta          | 4.000   |

### Pary III rundy kwalifikacyjnej
| Drużyna 1           | Wynik dwumeczu | Drużyna 2          | Pierwszy mecz | Drugi mecz  |
| ------------------- | -------------- | ------------------ | ------------- | ----------- |
| Ścieżka mistrzowska |                |                    |               |             |
| Olimpija Lublana    | 4:2            | Egnatia Rrogozhinë | 0:0           | 4:2 (dogr.) |
| Milsami Orgiejów    | 3:5            | AC Virtus          | 3:2           | 0:3         |
| FC Differdange 03   | 5:4            | Levadia Tallinn    | 2:3           | 3:1 (dogr.) |
| Víkingur Gøta       | 2:3            | Linfield F.C.      | 2:1           | 0:2         |

### Pierwsze mecze
| 17 sierpnia 2025 | Olimpija Lublana | 0:0   | Egnatia Rrogozhinë |                                                            |
| 20:00 CEST       |                  | (0:0) |                    | Stadion Stožice, Lublana Widzów: 3 596 Sędzia: John Beaton |

| 27 sierpnia 2025 | Milsami Orgiejów                  | 3:2   | AC Virtus              |                                                                |
| 18:00 CEST       | Nwaeze 31' · Khali 61' · Ndon 89' | (1:0) | 51', 73' (k.) Scappini | Stadion Zimbru, Kiszyniów Widzów: 4 693 Sędzia: Edgars Maļcevs |

| 37 sierpnia 2025 | FC Differdange 03 | 2:3   | Levadia Tallinn               |                                                                              |
| 20:00 CEST       | Hadji 17', 60'    | (1:2) | 14', 52' Musaba · 20' Ainsalu | Stade Municipal de la Ville, Oberkorn Widzów: 1 637 Sędzia: Alessandro Dudic |

| 47 sierpnia 2025 | Víkingur Gøta                    | 2:1   | Linfield F.C.  |                                                        |
| 20:00 CEST       | Hall 3' (sam.) · Jonhardsson 56' | (1:1) | 9' Fitzpatrick | Tórsvøllur, Thorshavn Widzów: 565 Sędzia: Luka Bilbija |

### Rewanże
| 114 sierpnia 2025 | Egnatia Rrogozhinë | 2:4 (pd.)       | Olimpija Lublana                                      |                                                                    |
| 21:00 CEST        | Lushkja 6', 86'    | (1:1, 2:2, 2:3) | 32' Jelenković · 79' Marin · 99' Durdov · 107' Blanco | Stadiumi Hasan Zyla, Rrogozhinë Widzów: 4 500 Sędzia: Urs Schnyder |

| 214 sierpnia 2025 | AC Virtus                               | 3:0   | Milsami Orgiejów |                                                               |
| 21:00 CEST        | Scappini 58' · Buonocunto 65', 79' (k.) | (0:0) |                  | San Marino Stadium, Serravalle Widzów: 322 Sędzia: Damian Kos |

| 314 sierpnia 2025 | Levadia Tallinn | 1:3 (pd.)       | FC Differdange 03                  |                                                              |
| 18:30 CEST        | Tambedou 92'    | (0:0, 0:1, 1:2) | 89', 105+2' Buch · 119' (k.) Hadji | A. Le Coq Arena, Tallinn Widzów: 4 063 Sędzia: Antoni Bandić |

| 414 sierpnia 2025 | Linfield F.C.                 | 2:0   | Víkingur Gøta |                                                          |
| 20:45 CEST        | Offord 22' · Olsen 38' (sam.) | (2:0) |               | Windsor Park, Belfast Widzów: 3 434 Sędzia: Marek Radina |

## Runda play-off
Do startu w rundzie play-off w ścieżce mistrzowskiej uprawnionych będzie 10 drużyn (4 z poprzedniej rundy oraz 6 z III rundy kwalifikacji Ligi Europy w ścieżce mistrzowskiej), z czego 5 będzie rozstawionych.

### Podział na koszyki
Uwaga: Losowanie rundy play-off odbyło się przed zakończeniem III rundy kwalifikacyjnej, więc rozstawienia dokonano przyjmując założenie, że awans uzyska drużyna z najwyższym współczynnikiem w poprzedniej rundzie. W przypadku awansu, którejś z drużyn nierozstawionej, w rundzie play-off przejmuje ona współczynnik najwyżej rozstawionego rywala. W przypadku drużyn z III rundy kwalifikacyjnej Ligi Europy przyjęto, że przegra drużyna o mniejszym współczynniku. W sytuacji porażki wyżej notowanej drużyny, przejmie ona współczynnik rywala. 
Oznaczenia:
| Drużyny, które awansowały z III rundy eliminacyjnej zachowując swój współczynnik. |

| Drużyny, które awansowały z III rundy eliminacyjnej, przejmując współczynnik rywala. |

| Drużyny, które przegrały w III rundzie eliminacyjnej Ligi Europy i zachowały swój współczynnik. |

| Drużyny, które przegrały w III rundzie eliminacyjnej Ligi Europy i przejęły współczynnik rywala. |

| Drużyny rozstawione    |        |
| Drużyna                | Wsp.   |
| Olimpija Ljubljana     | 17.375 |
| FK RFS                 | 10.000 |
| Drita Gnjilane         | 9.000  |
| Breiðablik             | 9.000  |
| Linfield F.C.          | 8.500  |
| Drużyny nierozstawione |        |
| Drużyna                | Wsp.   |
| FC Differdange 03      | 6.500  |
| Ħamrun Spartans        | 6.000  |
| AC Virtus              | 5.500  |
| Noah Erywań            | 5.000  |
| Shelbourne F.C.        | 2.993  |

### Pary rundy play-off
| Drużyna 1           | Wynik dwumeczu | Drużyna 2         | Pierwszy mecz | Drugi mecz |
| ------------------- | -------------- | ----------------- | ------------- | ---------- |
| Ścieżka mistrzowska |                |                   |               |            |
| Ħamrun Spartans     | 1              | FK RFS            | 21 sie        | 28 sie     |
| Shelbourne FC       | 2              | Linfield F.C.     | 21 sie        | 28 sie     |
| Breiðablik          | 3              | AC Virtus         | 21 sie        | 28 sie     |
| Drita Gnjilane      | 4              | FC Differdange 03 | 21 sie        | 28 sie     |
| Olimpija Lublana    | 5              | Noah Erywań       | 21 sie        | 28 sie     |

### Pierwsze mecze
| 121 sierpnia 2025 | Ħamrun Spartans | [ 22 ] | FK RFS |                                                        |
| 19:00 CEST        |                 |        |        | Ta’ Qali Stadium, Ta’ Qali Sędzia: Ashot Ghaltakhchyan |

| 221 sierpnia 2025 | Shelbourne FC | [ 23 ] | Linfield F.C. |                                            |
| 20:45 CEST        |               |        |               | Tolka Park, Dublin Sędzia: Vassilis Fotias |

| 321 sierpnia 2025 | Breiðablik | [ 24 ] | AC Virtus |                                                 |
| 20:00 CEST        |            |        |           | Kópavogsvöllur, Kópavogur Sędzia: Mikkel Redder |

| 421 sierpnia 2025 | Drita Gnjilane | [ 25 ] | FC Differdange 03 |                                                                   |
| 20:00 CEST        |                |        |                   | Stadion im. Fadila Vokrriego, Prisztina Sędzia: Mohammed Al-Hakim |

| 521 sierpnia 2025 | Olimpija Lublana | [ 26 ] | Noah Erywań |                                                  |
| 20:00 CEST        |                  |        |             | Stadion Stožice, Lublana Sędzia: Allard Lindhout |

### Rewanże
| 128 sierpnia 2025 | FK RFS | [ 27 ] | Ħamrun Spartans |                                               |
| 19:00 CEST        |        |        |                 | LNK Sporta Parks, Ryga Sędzia: Horațiu Feșnic |

| 228 sierpnia 2025 | Linfield F.C. | [ 28 ] | Shelbourne FC |                                                 |
| 20:45 CEST        |               |        |               | Windsor Park, Belfast Sędzia: Julian Weinberger |

| 328 sierpnia 2025 | AC Virtus | [ 29 ] | Breiðablik |                                                       |
| 21:00 CEST        |           |        |            | San Marino Stadium, Serravalle Sędzia: Mykoła Bałakin |

| 428 sierpnia 2025 | FC Differdange 03 | [ 30 ] | Drita Gnjilane |                                                              |
| 20:00 CEST        |                   |        |                | Stade Municipal de la Ville, Oberkorn Sędzia: Andrea Colombo |

| 528 sierpnia 2025 | Noah Erywań | [ 31 ] | Olimpija Lublana |                                                  |
| 18:00 CEST        |             |        |                  | Stadion Kotajk, Abowian Sędzia: Andris Treimanis |